# 古市镇 (松阳县)
古市镇，是中华人民共和国浙江省丽水市松阳县下辖的一个乡镇级行政单位。

## 行政区划
古市镇下辖以下地区：
城头社区、横街社区、后街社区、前街社区、筏铺社区、上方村、城头村、一村、二村、三村、四村、五村、六村、七村、八村、筏铺村、东角垄村、塘头村、刘边村、湖溪村、源口村、庄门村、白角外村、上五木村、下黄圩村、黄圩村、下五木村、寺口村、岗下村、上河村、山下阳村、十五里村、谢树寮村、黄埠头村和下社村。

## 中国传统村落
2013年8月，山下阳村获批第二批中国传统村落。